# بیمارستان حضرت ابوالفضل (میناب)
بیمارستان ابوالفضل یک بیمارستان دولتی در شهر میناب در شرق استان هرمزگان است که زیرنظر دانشگاه علوم پزشکی شرق هرمزگان فعالیت می‌کند. این بیمارستان به دلیل مجهزتر بودن نسبت به سایر بیمارستان‌های منطقه، پذیرای بیماران شهرستان‌های دیگر و حتی بیماران جنوب کرمان هم هست.
براساس ارزشیابی وزارت بهداشت، درمان و آموزش پزشکی این بیمارستان درجه یک محسوب می‌شود.

## تاریخچه
در سال‌های پس از انقلاب یک بیمارستان به نام بیمارستان شهید بهشتی با ۱۳۰ تخت مصوب در شهر میناب فعالیت می‌کرد.
با گسترش شهر میناب و افزایش جمعیت، ضرورت توسعه خدمات درمانی باعث شد تا در سال ۱۳۸۵ ساختمان جدیدی در مکانی دیگر برای بیمارستان ساخته شده و پس از آن نام این بیمارستان به بیمارستان حضرت ابوالفضل (ع) تغییر یافت.
بیمارستان ابوالفضل (ع) میناب با ظرفیت ۹۶ تخت مصوب، در محیطی به وسعت ۱۶۷۵۰۰ مترمربع و زیربنای ۱۱ هزار مترمربع ساخته شد. در سال‌های بعد با احداث بخش‌های اورژانس و زنان و زایمان وسعت بیمارستان به ۱۳ هزار مترمربع رسید و تعداد تخت‌های فعال آن هم به ۲۲۶ تخت افزایش یافت.

## بخش‌ها
بیمارستان ابوالفضل (ع) میناب دارای بخش‌های درمانی زیر است:
- بخش‌های بستری: جراحی مردان، جراحی زنان، کودکان، CCU ،ICU، نوزادان، NICU، داخلی، زنان و زایمان، اورژانس
- بخش‌های سرپایی: دیالیز، تالاسمی، ۷ اتاق عمل
- بخش‌های پاراکلینیکی: آزمایشگاه، رادیولوژی،سی‌تی‌اسکن، سونوگرافی و MRI